# Fioletovo
Fioletovo (en arménien Ֆիոլետովո ; jusqu'en 1936 Nikitino) est une communauté rurale du marz de Lorri en Arménie. En 2008, elle compte 1 394 habitants.